# Stefan Hagfeldt
Karl Stefan Hagfeldt, född 30 juni 1944 i Borlänge, är en svensk politiker (moderat). Han var kommunstyrelsens ordförande i Norrköpings kommun 1991–1994 och ordinarie riksdagsledamot 1998–2002 samt 2003–2006, invald för Östergötlands läns valkrets.

## Biografi
Till yrket är Hagfeldt byggnadsingenjör.
Han var ordinarie riksdagsledamot 1998–2002 och 2003–2006, invald för Östergötlands läns valkrets. Hagfeldt valdes till ordinarie riksdagsledamot i valet 1998 och förlorade sin riksdagsplats i valet 2002, men utsågs till ny ordinarie riksdagsledamot från och med 1 januari 2003 sedan Per Unckel avsagt sig sitt uppdrag som riksdagsledamot. I riksdagen var Hagfeldt ledamot i näringsutskottet 2003 och skatteutskottet 2003–2006. Han var även suppleant i näringsutskottet, skatteutskottet och socialutskottet.